# NUMMI

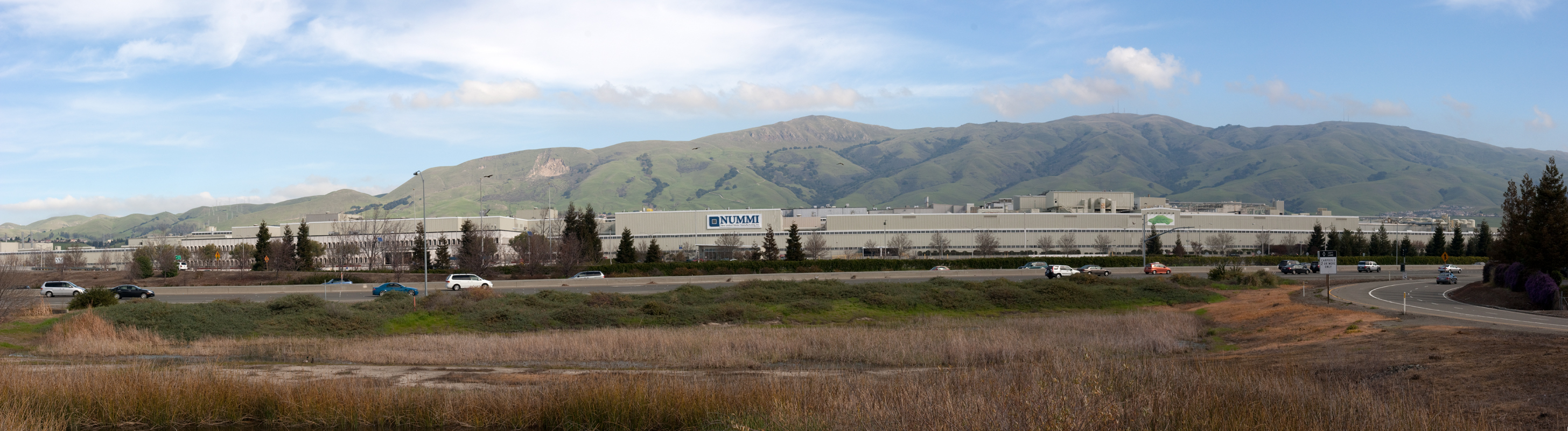
Vista de la planta de fabricación NUMMI

La New United Motor Manufacturing, Inc. (NUMMI) fue una planta de fabricación de automóviles en Fremont (California), propiedad conjunta de General Motors y Toyota que abrió en 1984 y cerró en 2010. El 27 de octubre de 2010, reabrió como una instalación de producción 100% propiedad de Tesla Motors, conocida como la Tesla Factory.

## Antecedentes
La fábrica de ensamblaje de Fremont en la que se convirtió NUMMI fue construida por General Motors y operada por ellos desde 1962 hasta 1982, en la que los empleados de Fremont eran "considerados la peor fuerza laboral en la industria automotriz en los Estados Unidos". Los empleados bebían alcohol en el trabajo, estaban frecuentemente ausentes (lo suficiente para que la línea de producción no pudiera iniciarse), e incluso cometieron pequeños actos de sabotaje, como poner "botellas de Coca Cola dentro de los paneles de las puertas, por lo que harían sonar y molestar al cliente ".Cabe destacar, que el absentismo era del 20% y mucho más alto los lunes, es decir, que el ambiente que transmitía la planta era deleznable y poco agradable para trabajar. Parte de “culpa” la tuvo el todopoderoso sindicato UAW, que protegía a los trabajadores hasta un nivel en los que era impensable despedir a uno de ellos. GM fue departamentalizado según la división de trabajo inspirada por Henry Ford, pero sin la necesaria comunicación; la gerencia no consideró la visión de los trabajadores sobre la producción, y se prefirió la cantidad a la calidad. A raíz de esta situación GM acabó cerrando esta planta en 1982.
En esta situación tan adversa se le presenta a Toyota el momento de poder probar si su sistema funcionaba en Estados Unidos y en una situación de descontrol absoluto, si funcionaba en este caso podrían conseguir la certeza de que su método era realmente eficaz.

## Acontecimientos iniciales
El congreso de EE. UU. tenía previsto restringir la importación de vehículos extranjeros para proteger una de las áreas más importantes de su economía, por eso Toyota tenía que fabricar sus vehículos en los Estados Unidos.
La unión de estas dos potencias automovilistas se debe a que las dos tenían muchos aspectos en los que aportar a la otra, básicamente GM necesitaba aprender el sistema que estaba incrementando a Toyota en el mercado y Toyota tenía que probar que su sistema era válido también en unas condiciones distintas a las que se encontraba en Japón.
En febrero de 1983 los dos fabricantes anunciaron un acuerdo del que ambos salían beneficiados, y establecieron una sociedad conjunta para producir 200.000 unidades anuales. Por tanto se reabrió  la fabrica de Fremont en 1984.
Los sindicatos comunicaron a los trabajadores que Fremont sería una planta gestionada al estilo japonés, estos tampoco querían que cambiase nada. Querían que se abriera exactamente tal y como había sido con GM. La fabrica se reabre con el 85% de los trabajadores que estaban anteriormente, para probar a ciencia cierta la eficacia del sistema, ya que era Toyota el que estaba al mando de la gestión de la planta.

## Comienzos
Debido a los planes gubernamentales de fomentar las bajas emisiones de gases, GM tenía que fabricar coches pequeños, pero no sabía cómo fabricarlos. Siempre había perdido dinero con ellos y eran de muy baja calidad. Toyota se ofreció a enseñarle todos sus secretos. Realmente Toyota estaba asustada ya que en Japón, los trabajadores y los directivos estaban acostumbrados a trabajar en equipo. En EE. UU. las relaciones eran mucho más bruscas.
Empezaron llevando a 30 trabajadores a su planta de Takaoka con la finalidad de que aprendieran el sistema que utilizaban, estos trabajadores quedaron asombrados por la manera de trabajar que tenían en esta fábrica, todo se basaba en el trabajo en pequeños grupos cada uno con un supervisor que estaba para ellos para cualquier cosa que necesitaran y poder solucionar el problema y aportar soluciones en conjunto para que no volviera a ocurrir, a comparación de lo que sucedía anteriormente en Fremont donde si había algún problema aparecía alguien gritando. También quedaron sorprendidos al ver la disciplina que se llevaba a cabo en el ciclo productivo, todas las fases de la producción tenían un tiempo detallado que se cumplía y cada tarea estaba diseñada para realizarla en los menores pasos posibles. Lo más importante que aprendieron fue que lo más importante no era la cantidad sino la calidad de sus productos. 
De vuelta a NUMMI todo lo aprendido en Japón se puso manos a la obra, se convirtió en un símbolo del sistema de producción la palabra “Andon” (palabra japonesa que designaba la fina cuerda que paraba toda la línea de producción si se tiraba de ella).
Al final resultó que, la fuerza de trabajo "militante" no era un obstáculo importante. Muchos problemas surgieron, pero finalmente fueron superados. De hecho, el sindicato y los trabajadores no solo aceptaron el sistema de Toyota, sino que lo aceptaron con pasión. ¿El absentismo que regularmente había alcanzado el 20% o más? Inmediatamente cayó a un 2%. ¿La calidad que había sido la peor de GM? En solo un año, se convirtió en la mejor de GM. Todos con prácticamente los mismos trabajadores donde estaban incluidos algunos de los antiguos alborotadores. Lo único que cambió fue el sistema de producción y gestión y, de alguna manera, la cultura.
En diciembre de 1984, salía por la puerta de NUMMI el primer vehículo, un Chevrolet Nova amarillo, de cuarta tercera generación.
NUMMI aportó a GM un coche pequeño con calidad y menores costes. Y a Toyota, la validación de su sistema de producción en otro entorno cultural, en condiciones desfavorables, que le permitió empezar a construir fábricas en Estados Unidos. 

## Expansión
Lo que tenía que conseguir NUMMI era poder conseguir estos efectos en todas sus fábricas, por tanto, mando a sus mejores personas a NUMMI para que pudiesen asimilar la manera de trabajar y poder trasladarlo al resto de fábricas, pero no lo consiguieron. Lo que consiguieron en NUMMI, se quedó en allí.

### Caso de Van Nuys
Un ejemplo claro de esto se podría observar en la Van Nuys, una planta de GM que estaba cerca de cerrarse cuando su director fue a visitar NUMMI y vio lo que le hacía falta a la planta para poder invertir la situación, dos de las personas que tenían GM en NUMMI se trasladaron con él para ayudarle, pero esta planta no tenía el apoyo de Toyota.
Empezaron parando la planta dos semanas para poder dar la información necesaria para poder empezar a trabajar como habían aprendido de manera óptima. Al principio la eficacia mejoró considerablemente y por tanto se rescindió del 25% de los trabajadores. Esto generó un cierto odio al sistema de Toyota ya que ponía en peligro sus puestos de trabajo. A la hora de trabajar en grupo, este factor creó que todos los integrantes del grupo tuviesen las facultades necesarias para poder realizar el trabajo bien, de esta manera, si había alguna pieza débil en el equipo se tenía que remediar. En el sistema de Toyota todos eran iguales, esto generó que algunos beneficios para ciertos empleados como por ejemplo la antigüedad o algunos privilegios que disponían los ejecutivos quedasen inválidos. Obviamente algunos se negaron y se crearon conflictos por estas situaciones. Siempre el lema era calidad antes que cantidad, pero para hacer productos de calidad, se necesitan también componentes de calidad, en NUMMI esto estaba dado por hecho porque la mayoría de los componentes venían desde Japón, pero en el resto de las plantas esto no era así. El problema de las piezas trajo varios problemas a la planta, cuando tenían un problema con una pieza y lo comunicaban a la base no les daban ninguna facilidad para solucionar este problema, por tanto, el ciclo de producción se estancaba, esto dejaba claro que un problema de GM era que tenían una cultura arraigada, en la cual cuando se diseñaba una pieza y pasaba a fabricación, si no funcionaba era su problema.
Ahí se demostró que la verdadera fortaleza del sistema Toyota no estaba sólo en las líneas de montaje, sino en cómo se soportaba el sistema desde todas las funciones que tienen lugar en la organización.
Los problemas internos y los problemas con sindicatos y trabajadores hicieron que la fábrica de Van Nuys cerrara en 1992, despidiendo a 2600 personas.

## Conclusión
GM entró en bancarrota en 2008 donde los contribuyentes tuvieron que aportar 50 billones de dólares, en 2009 el acuerdo entre Toyota y GM llegó a su fin, Toyota siguió con la planta de NUMMI hasta 2010. Finalmente, en octubre de 2010 se reabre la fábrica de NUMMI, esta vez como Tesla Motors, que compró la fabrica por 42 millones de dólares.